# VM i landevejscykling 1937
VM i landevejscykling 1937 var den 17. udgave af VM i landevejscykling arrangeret af UCI. Arrangementet foregik den 23. - 24. august 1937 med udgangspunkt i danske hovedstad København. Danmark var VM-værtsland for tredje gang, og det var ligeledes tredje gang, at København var værtsby. Landevejsmesterskabet blev afviklet parallelt med VM i banecykling 1937, som i perioden 21. - 29. august blev afviklet på Ordrupbanen.
Mesterskabet bestod af to konkurrencer – begge for mænd – et løb for professionelle ryttere og et løb for amatører. Begge konkurrencer blev afviklet som linjeløb, og de blev kørt på samme rute. De professionelle indledte stævnet den 23. august, mens det dagen efter var amatørernes tur. Begge dage gik starten kl. 08:00.
Ruten var en 8,5 km lang rundstrækning med start og mål på Klampenborgvej ud for Hvidegården ved Fortunen. Fra startstregen kørte rytterne kortvarigt mod øst, inden de svingede mod nord ad Hjortekærvej. I Hjortekær drejede ruten mod vest mod Lundtofte, og i Lundtofte drejede den mod syd. Herefter fortsatte rytterne til Lyngby, hvor de igen drejede til venstre mod opløbsstrækningen. De professionelle ryttere skulle køre 35 omgange på rundstrækningen, svarende til 297,5 km, hvilket pr. 2024 forsat er det længste VM i landevejscykling nogensinde. Amatørerne kunne nøjes med at gennemføre 24 omgange på ruten, hvilket gav en løbsdistance på 204 km.
De professionelles mesterskab blev vundet af Éloi Meulenberg fra Belgien, som var hurtigst i spurten i en udbrydergruppe på fem mand. Sølvmedaljen gik til tyskeren Emil Kijewski, mens schweizeren Paul Egli kom ind på tredjepladsen. Løbet blev kørt i et morderisk tempo under en bagende sol, og det blev et af de hårdeste VM-løb indtil da, og kun 9 af de 34 startende ryttere fuldførte. Det afgørende udbrud blev etableret på 12. omgang, hvor seks ryttere rev sig løs fra hovedfeltet, og fem af disse kom samlet til mål, hvor Meulenberg krydsede stregen med en halv cykellængdes afstand til Kijewski. Efter konkurrencen var det store samtaleemne imidlertid, at to af de fire danske deltagere, Werner Grundahl og Oswald Falck Hermansen, på 12. omgang blev diskvalificeret for overtrædelse af reglerne om at hjælpe hinanden undervejs.
I amatørernes løb sejrede italieneren Adolfo Leoni foran værtslandets Frode Sørensen og Fritz Scheller fra Tyskland, der var de tre hurtigste i spurten i en gruppe på 19 ryttere, der kom samlet til mål. Hovedfeltet have seks omgange før mål indhentet et udbrud med seks ryttere. Leoni overhalede på de sidste meter Sørensen, der kort før målstregen havde ligget forrest i spurten.
Dagen inden mesterskabet kom den italienske cykelrytter Luciano Succi alvorligt til skade i forbindelse med en træningstur op til VM-løbet. Sammen med to landsmænd kom han cyklende ad Roskildevej på Frederiksberg, og på vej ned ad Valby Bakke med 40 km/t blev de tre ryttere overrasket over en droske, der var standset midt i krydset mellem Roskildevej og Søndre Fasanvej. Succis to holdkammerater undveg foran drosken men havde for meget fart på til at kunne klare svinget og faldt af deres cykler ved kirkegårdsmuren, dog uden at komme til skade. Værre gik det for Succi, der undveg bag om drosken, men som ramte køleren på en modkørende personbil, hvorved han blev slynget en meter tilbage og ned på kørebanen. Han blev kørt med ambulance til hospitalet, hvor det viste sig, at han havde brækket højre kraveben.

## Konkurrencer

### Professionelle
De professionelles mesterskab blev kørt den 23. august 1937 og vundet af Éloi Meulenberg fra Belgien, som var hurtigst i spurten i en udbrydergruppe på fem mand. Sølvmedaljen gik til tyskeren Emil Kijewski, mens schweizeren Paul Egli kom ind på tredjepladsen. Løbet blev kørt i et morderisk tempo under en bagende sol, og det blev et af de hårdeste VM-løb indtil da, hvilket bl.a. medførte, at kun 9 af de 34 startende ryttere fuldførte.
Det afgørende udbrud blev etableret på 12. omgang, hvor seks ryttere rev sig løs fra hovedfeltet. Tyskeren Kijewski satte et angreb ind, og han fik fem konkurrenter med sig, franskmanden Georges Speicher, der bl.a. tidligere havde vundet Tour de France i 1933, luxembourgeren Jean Majerus, der havde vundet første etape og båret den gule førertrøje to dage i årets Tour de France, belgieren Éloi Meulenberg, der tidligere på sæsonen havde sejret i Liege-Bastogne-Liege, schweizeren Paul Egli og italieneren Moretti, og da de tog hul på 13. omgang havde gruppen et forspring til de nærmeste forfølgere på et minut. På 19. omgang styrtede italieneren og måtte køres på hospitalet, hvilket efterlod fem ryttere i spidsen for løbet. De fem holdt sammen og øgede gradvist forspringet til forfølgergruppen, der samtidig skrumpede ind efterhånden som flere og flere ryttere udgik. På 34. og næstsidste omgang forsøgte Speicher at ryste konkurrenterne af sig, fordi han var chanceløs i en spurt, men indsatsen bar ikke frugt, og de fem ryttere kom i stedet samlet til mål, hvor Meulenberg krydsede stregen med en halv cykellængdes afstand til Kijewski. Efter løbet udtalte den belgiske vinder: "Jeg har aldrig haft så stor en glæde i mit liv. Jeg håber, at min kone og mine forældre kan høre mig. Jeg giver dem et kys gennem mikrofonen. Om det var et hårdt løb? Fantastisk."
Efter konkurrencen var det store samtaleemne imidlertid, at to af de fire danske deltagere, Werner Grundahl og Oswald Falck Hermansen, hvoraf førstnævnte på forhånd var vurderet som det største danske håb, blev diskvalificeret. På 11. omgang af løbet lå Grundahl i hovedfeltet, som på det tidspunkt bestod af 23 ryttere. På vej ud på 12. omgang var feltet på vej til at blive sprængt, og samtidig punkterede danskeren på forhjulet, så han styrtede og pådrog sig hudafskrabninger på den ene hofte og arm. Med 250 m til nærmeste reparationsdepot, hvor han havde mulighed for at få skiftet sin cykel, ville kostbare sekunder gå tabt, hvis han begav sig til fods derhen. Men samtidig kom hans landsmand Falck Hermansen forbi og tilbød Grundahl et lift hen til depotet. I et anfald af naivitet og letsindighed tog Grundahl imod tilbuddet og satte sig op på stangen af Falck Hermansens cykel, hvor han dog kun sad ca. 30 m, fordi gearskiftet generede ham. I stedet kravlede han op på ryggen af sin bomstærke holdkammerat, der transporterede ham de sidste par hundrede meter hen til depotet. I ledsagerbilen bag dem overværede den belgiske kommissær, Baudot, imidlertid hele optrinnet, og han havde ikke andet valg end at indberette overtrædelsen af reglerne til dommerkomiteen, der omgående diskvalificerede begge danskere, fordi rytterne ifølge reglerne kun havde lov til at hjælpe hinanden med forplejning, ringe og pumper. Fejltagelsen blev også dyr for arrangøren, Dansk Bicycle Club, idet man forventede, at mindst 25.000 flere tilskuere om eftermiddagen havde fundet vej til mesterskabet, hvis ikke de to danskere var udgået så tidligt. Og med en gennemsnitlig billetpris på 1 krone, gik DBC glip af indtægter for ca. 25.000 kroner.
Knud Jacobsen punkterede på 15. omgang og tabte så meget tid på at skifte hjul, at han dumpede ned på sidstepladsen, mere end 7 minutter efter de førende. På 17. omgang skiftede han hele cyklen men udgik kort tid efter. Arne Petersen blev dermed eneste fuldførende dansker på niende- og sidstepladsen. På 25. omgang blev hans gruppe indhentet med en omgang af udbrydergruppen, som han en kort stund kunne følge med i. Han kom i mål godt en halv time efter vinderen men fik dagens største bifald af hjemmepublikummet ved målstregen efter at have kørt de sidste fem omgange helt alene.
| Plac. | Rytter            | Land       | Tid (t:m:s) | Afstand  |
| ----- | ----------------- | ---------- | ----------- | -------- |
| 1     | Éloi Meulenberg   | Belgien    | 7:59:48,0   | -        |
| 2     | Emil Kijewski     | Tyskland   | 7:59:48,4   | +0,4     |
| 3     | Paul Egli         | Schweiz    | 7:59:48,6   | +0,6     |
| 4     | Jean Majerus      | Luxembourg | 7:59:48,8   | +0,8     |
| 5     | Georges Speicher  | Frankrig   | 7:59:49,0   | +1,0     |
| 6     | Aad van Amsterdam | Holland    | 8:06:50,0   | +7:02,0  |
| 7     | Michel D'Hooghe   | Belgien    | 8:06:50,2   | +7:02,2  |
| 8     | Otto Weckerling   | Tyskland   | 8:06:50,4   | +7:02,4  |
| 9     | Arne Petersen     | Danmark    | 8:31:30,0   | +31:42,0 |

### Amatører
I amatørernes løb, der blev afviklet den 24. august 1937, sejrede italieneren Adolfo Leoni foran værtslandets Frode Sørensen og Fritz Scheller fra Tyskland, der var de tre hurtigste i spurten i en gruppe på 19 ryttere, der kom samlet til mål.
Det så ellers længe sort ud for rytterne i hovedfeltets chancer. Allerede på sjette omgang angreb briten Ray Jones og østrigeren Hans Höfner, som hurtigt fik hurtigt et god hul til feltet med favoritterne. Kort efter kørte italieren Giordano Cottur alene op til udbryderne, og han får selskab af schweizeren Jean Bolliger og tyskeren Herbert Hackebeil, der på egen hånd ligeledes når frem til udbruddet, der dermed nåede op på fem ryttere. Det forstærkede udbrud øgede langsomt forspringet til feltet til knap tre minutter. Efter 12. omgang var udbruddet blevet reduceret til tre mand, Hackebeil, Bolliger og Cottur, ca. 2½ minut foran hovefeltet. Tre omgange seneste var yderligere tre ryttere nået frem til udbruddet, der herefter bestod af seks ryttere, herunder to italienere. Men så satte hovedfeltet farten op. Anført af tyskeren Fritz Scheller, Sveriges Ingvar Ericsson og danske Frode Sørensen, der satte sig i spidsen for jagten, begyndte feltet at hente 20-30 sekunder pr. omgang på udbruddet, og ved afslutningen af 18. omgang resignerede udbryderne, der blev opslugt af feltet på 19. omgang. Samlingen af de to grupper til ét felt på 16 ryttere medførte, at tempoet faldt betragteligt, og feltets omgangstider steg fra 12 til 18 minutter, og derfor nåede en distanceret gruppe med bl.a. to svenskere senere op til feltet, der dermed kom til at bestå af 20 mand. Til sidst kom 19 ryttere samlet til mål, hvor Adolfo Leoni på de sidste meter overhalede Frode Sørensen, der kort før målstregen havde ligget forrest i spurten.
Allerede på anden runde blev danskeren Tage Møller ramt af uheld. En knækket kæde satte en kæp i hjulet for hans ambitioner, for inden han fik skiftet cyklen ved det nærmeste depot, var han distanceret af konkurrenterne og måtte køre de sidste 22 omgange af løbet alene. Hovedfeltets langsomme tempo mod slutningen af løbet sikrede, at han ikke blev overhalet med en omgang og dermed formåede at fuldføre som sidste rytter blandt de 24, der nåede i mål. 32 ryttere opgav eller blev taget ud af løbet undervejs, herunder de to øvrige danske deltagere. Johannes Løwén var styrtet på 8. omgang, og nogle omgange senere gav han op, dels på grund af træthed, dels fordi han havde mistet trædepladen på sin ene sko. Georg Nielsen havde efter en punktering mistet kontakten med hovedfeltet og tabte for hver omgang mere og mere terræn, og på 17. omgang stod han af.
| Plac. | Rytter             | Land           | Tid (t:m:s) | Afstand |
| ----- | ------------------ | -------------- | ----------- | ------- |
| 1     | Adolfo Leoni       | Italien        | 5:48:20,0   | -       |
| 2     | Frode Sørensen     | Danmark        | 5:48:20,2   | +0,2    |
| 3     | Fritz Scheller     | Tyskland       | 5:48:20,3   | +0,3    |
| 4     | Joop Demmenie      | Holland        | 5:48:21,0   | +1,0    |
| 5     | Giovanni Bisio     | Italien        | s.t.        | s.t.    |
| 6     | Jean Bolliger      | Schweiz        | s.t.        | s.t.    |
| 7     | Ingvar Ericsson    | Sverige        | s.t.        | s.t.    |
| 8     | Ray Jones          | Storbritannien | s.t.        | s.t.    |
| 9     | Giordano Cottur    | Italien        | s.t.        | s.t.    |
| 10    | Herbert Hackebeil  | Tyskland       | s.t.        | s.t.    |
| 11    | Lothar Sztrakati   | Østrig         | s.t.        | s.t.    |
| 12    | Paul Couderc       | Frankrig       | s.t.        | s.t.    |
| 13    | Henk de Hoog       | Holland        | s.t.        | s.t.    |
| 14    | Théodore Perret    | Schweiz        | s.t.        | s.t.    |
| 15    | Henri Dumoulin     | Belgien        | s.t.        | s.t.    |
| 16    | Kurt Ott           | Schweiz        | s.t.        | s.t.    |
| 17    | Martin Lundin      | Sverige        | s.t.        | s.t.    |
| 18    | Zoltan Kausi       | Ungarn         | s.t.        | s.t.    |
| 19    | Arne Berg          | Sverige        | s.t.        | s.t.    |
| 20    | Albert Carapezzi   | Frankrig       | 5:54:46,0   | +6:26,0 |
| 21    | Lucien Bidinger    | Luxembourg     | s.t.        | s.t.    |
| 22    | Bolesław Napierała | Polen          | s.t.        | s.t.    |
| 23    | Ferenc Eles        | Ungarn         | s.t.        | s.t.    |
| 24    | Tage Møller        | Danmark        | 5:57:43,0   | +9:23,0 |

Dommerkomiteen gav alle rytterne fra 4.- til 19.-pladsen samme tid, eftersom de kom næsten samtidig over stregen, og i mangel på målfoto var komiteen endvidere usikker på rytternes indbyrdes rækkefølge i mål. Første- til tredjepladsen var man dog sikker på, og disses placering fremgår også af pressefotos fra begivenheden.